# Han Xiaopeng
Han Xiaopeng (韩晓鹏S, Hán XiǎopéngP; 13 dicembre 1983) è uno sciatore freestyle cinese, specialista dei salti.

## Biografia
In Coppa del Mondo ha esordito il 12 agosto 2000 a Mount Buller (16º) e ha ottenuto il primo podio il 17 gennaio 2003 a Lake Placid (3º).
È stato portabandiera per la Cina durante la cerimonia di apertura dei XXI Giochi olimpici invernali a Vancouver.
In carriera ha partecipato a tre edizioni dei Giochi olimpici invernali, Salt Lake City 2002 (24º nei salti), Torino 2006 (1º nei salti) e Vancouver 2010 (21º nei salti), e a tre dei Campionati mondiali, vincendo la medaglia d'oro nei salti a Madonna di Campiglio 2007.

## Palmarès

### Olimpiadi
- 1 medaglia:
  - 1 oro (salti a Torino 2006)

### Mondiali
- 1 medaglia:
  - 1 oro (salti a Madonna di Campiglio 2007)

### Coppa del Mondo
- Miglior piazzamento in classifica generale: 11º nel 2005.
- 9 podi:
  - 5 secondi posti;
  - 4 terzi posti.